# Jüdischer Friedhof (Kazanów)

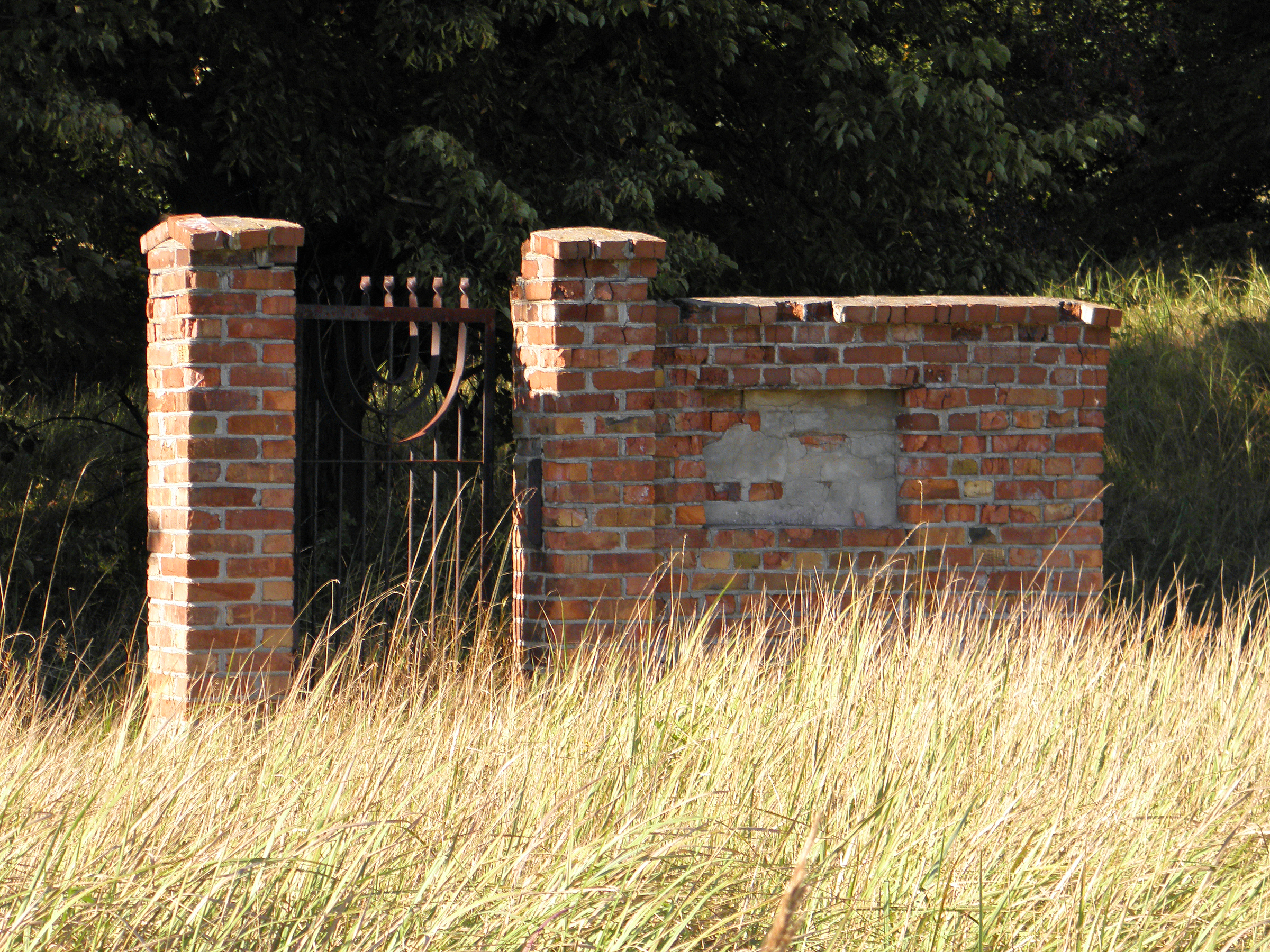
Eingang zum jüdischen Friedhof in Kazanów

Der Jüdische Friedhof in Kazanów, einer polnischen Stadt in der Woiwodschaft Masowien, wurde 1711 angelegt. Der jüdische Friedhof östlich des Ortes ist ein geschütztes Kulturdenkmal.
Der Friedhof wurde während des Zweiten Weltkriegs von den deutschen Besatzern verwüstet und die Grabsteine wurden für den Straßenbau verwendet. 
Auf dem eineinhalb Hektar großen Friedhof sind heute keine Grabsteine mehr vorhanden.